# Кужава, Иосиф
Ио́сиф Кужа́ва (пол. Józef Kurzawa; 6 октября 1910, Шверчина, Великопольское воеводство — 24 мая 1940, Витово-Колония, Куявско-Поморское воеводство) — блаженный Римско-католической церкви, священник, мученик. Входит в число 108 блаженных польских мучеников, беатифицированных римским папой Иоанном Павлом II во время его посещения Варшавы 13 июня 1999 года.

## Биография
В 1928 году закончил гимназию имени Адама Асныка в Калише, потом военное училище пехоты в Яроцине. В 1931 году поступил в Высшую духовную семинарию во Влоцлавке. 14 июня 1936 года был рукоположён в сан священника и назначен викарием в католический приход в селение Осенцины. В своей пастырской деятельности уделял особое внимание воспитанию детей и молодёжи.
24 мая 1940 года вместе со своим настоятелем Винцентом Матушевским был казнён в лесу возле селения Осенцины немецкими оккупационными властями. Могила мучеников со временем стала местом паломничества.

## Прославление
13 июня 1999 года был беатифицирован римским папой Иоанном Павлом II вместе с другими польскими мучениками Второй мировой войны.
День памяти — 12 июня.